# Ритм (компресійний двигун для моделей)

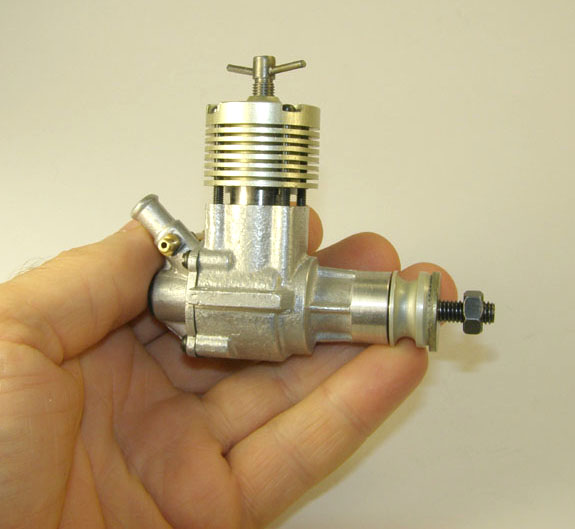
Компресійний мікродвигун для моделей «Ритм»

«Ритм» – компресійний двигун внутрішнього згоряння для моделей.  Двигун був сконструйований київським авіамоделістом, багаторазовим чемпіоном СРСР Борисом Краснорутським. Його виробництво було розпочато з 1962 року на Київському заводі ДТСААФ №9.

## Конструкція двигуна

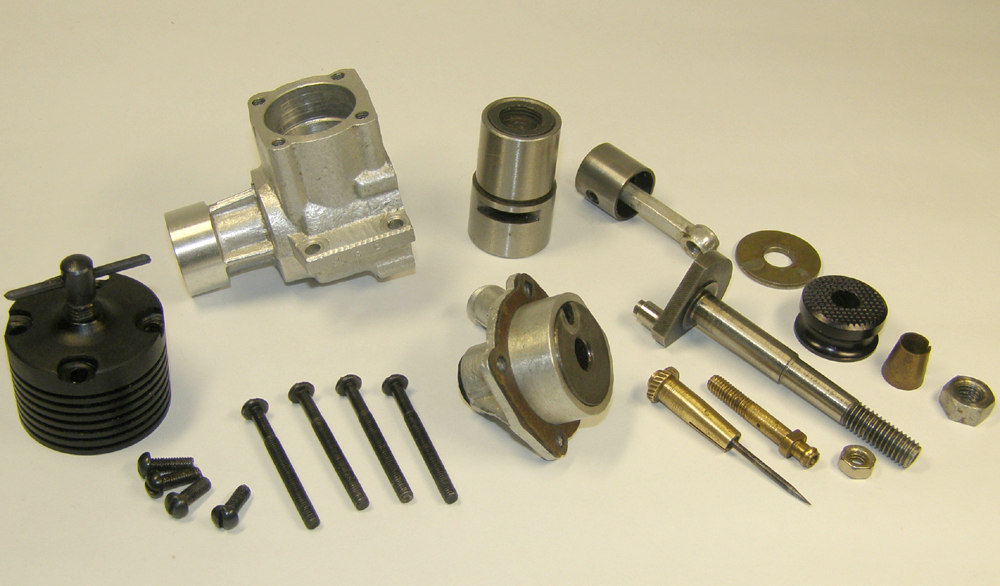
Складові частини компресійного двигуна "Ритм"

Двигун був призначений для швидкісних кордових авіамоделей, але став на довгі роки одним з основних компресійних двигунів в СРСР для моделістів аматорів.
Картер двигуна відливався з алюмінієвого сплаву марки АЛ-2 і мав чотири перепускних каналів, виготовлених механічною обробкою. Колінчастий вал виготовлявся з легованої високоякісної сталі марки 12ХНЗА, цементований і термооброблений, мав високу чистоту обробки. Гільза циліндра виготовлялась зі сталі марки ШХ15, гартувалась, мала чотири перепускних каналів та чотири вихлопних вікна.
Поршень двигуна чавунний, підігнаний по гільзі з малим зазором для отримання хорошої компресії. Шатун штампувався з матеріалу дюралюмінію Д16-Т, мав два канали для змащення. Циліндричний золотник слугував  для розподілу робочої суміші під час роботи двигуна.
Радіатор циліндра - з алюмінієвого сплаву Д-16, механічно оброблений, мав чотири отвори для кріплення до картера і один різьбовий отвір для гвинта  контрпоршня. Чавунний контрпоршень, слугував для зміни ступеня стиснення двигуна.
Карбюратор складається з дифузора відлитого разом із задньою кришкою картера та жиклера з регулювальної голкою. Двигуни ранніх випусків комплектувалися коком–гайкою для кріплення пропелера. 
Пальним для  двигуна була суміш діетилового (медичного) етеру, гасу (світлювальний гас), рицинової (касторової) олії та мінеральної моторної оливи.

## Модифікації
В процесі виробництва двигун "Ритм" модернізувався. 
На початку 1980–х років з'явився двигун "Ритм–М". Ці двигуни не набули масового поширення в силу низьких технічних характеристик в порівнянні з новим мотором КМД–2,5 , який вже широко застосовувався до моменту появи "Ритм–М".
На базі двигуна "Ритм" був створений унікальний автомодельний варіант мотора який отримав назву "Темп–1". Цим двигуном комплектувалися набори для виготовлення кордової гоночної автомоделі.

## Технічні параметри
- Діаметр циліндра: 14 мм
- Хід поршня: 16 мм

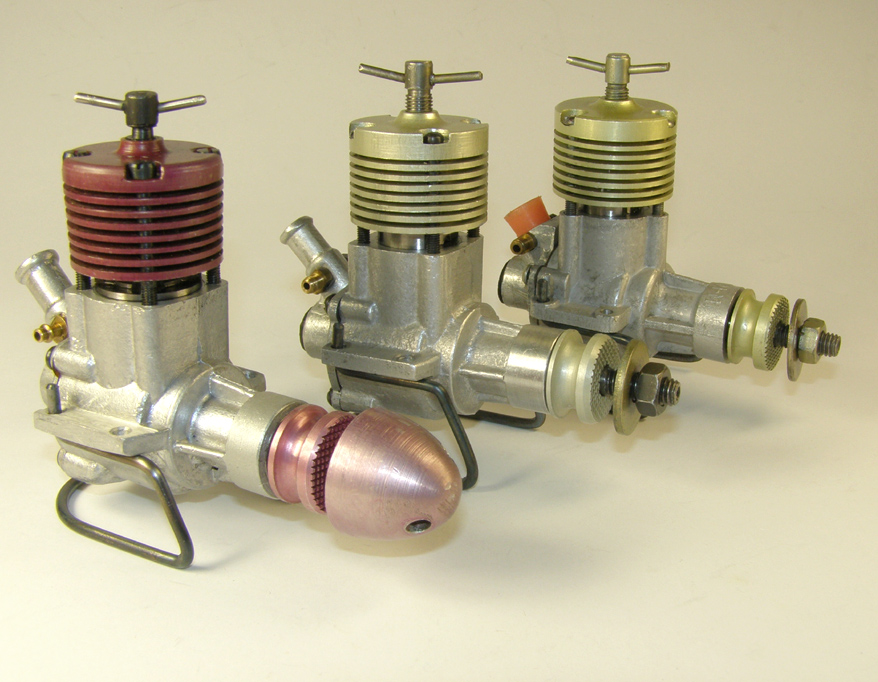
Три основні модифікації двигуна "Ритм", на задньому плані двигун "Ритм–М"

- Робочий об'єм: 2,46 куб. см.
- Напрямок обертання: проти годинникової стрілки
- Маса: 200 г.